# BECN1
BECN1 è il gene che nell'uomo codifica la proteina Beclin 1. Beclin-1 nei mammiferi è la proteina ortologa di Atg6 nel lievito. Beclin 1 ha un ruolo centrale nell'autofagia, un processo di sopravvivenza cellulare programmata, che risulta aumentato durante i periodi di stress cellulare e spento durante il ciclo cellulare.
Beclin 1 interagisce con diversi cofattori (ad esempio Atg14L, UVRAG, Bif-1, Rubicon, AMBRA1, HMGB1 ed altri) nel regolare la chinasi lipidica conosciuta come Vps-34 (conosciuta anche come enzima fosfatidilinositolo 3-chinasi - PI3k di classe III)  e promuovere la formazione di complessi Beclin 1-Vps34-Vps15, ed in questo modo indurre autofagia, cioè quel processo fondamentale che consiste di degradare in modo selettivo alcuni componenti cellulari.

Nell'autofagia il primo passo consiste nel sequestro di proteine ed organelli citoplasmatici all'interno di una particolare regione di destinazione cellulare che viene circondata da una membrana (phagophore), la quale ne separa il contenuto dal resto del citoplasma. La vescicola risultante, definita autofagosoma, viene poi fusa con un lisosoma ed il suo contenuto degradato e quindi riutilizzato dalla cellula.
Beclin 1 è richiesto per la regolazione sia dei processi di autofagia Atg5/Atg7-dipendenti che quelli indipendenti.
Alterazioni della proteina Beclin 1 sono state implicate in molti tipi di disordini, ed in particolare in tumori e processi neurodegenerativi.

## Interazioni
È stato dimostrato che BECN1 intragisce con GOPC acronimo di Golgi-associated PDZ and coiled-coil motif-containing protein (un PDZ domain è una parte di una proteina che può interagire con altre proteine a costituire complessi multiproteici), Bcl-2